# L'Indien du placard
Pour plus de détails, voir Fiche technique et Distribution.
L'Indien du Placard ou Un Indien dans le Placard au Québec (The Indian in the Cupboard) est un film américain réalisé par Frank Oz, sorti en 1995.

## Synopsis
Omri vient d'avoir neuf ans. Pour sa fête, son meilleur ami lui offre une figurine d'indien, et son frère, un vieux placard. Ce dernier s'avère être en fait une armoire magique qui donne vie aux jouets.

## Fiche technique
- Titre français  : L'Indien du placard
- Titre original : The Indian in the Cupboard
- Titre québécois  : Un Indien dans le Placard
- Réalisation : Frank Oz
- Scénario : Melissa Mathison, d'après la nouvelle éponyme de Lynne Reid Banks
- Musique : Randy Edelman
- Photographie : Russell Carpenter
- Montage : Ian Crafford
- Production : Kathleen Kennedy, Frank Marshall & Jane Startz
- Sociétés de production : The Kennedy/Marshall Company, Columbia Pictures, Paramount Pictures, Reliable Pictures Corporation & Scholastic Productions
- Société de distribution : Paramount Pictures et Columbia TriStar
- Pays de production :  États-Unis
- Langue : Anglais
- Format : Couleur - Dolby Digital - Dolby - 35 mm - 1.85:1
- Genre : Comédie, Fantastique
- Durée : 92 min
- Dates de sortie  : 
  - États-Unis : 14 juillet 1995
  - France : 20 décembre 1995

## Distribution
- Hal Scardino (VF : Jehan Pagès ; VQ : Nicholas Savard L'Herbier) : Omri
- Litefoot (VF : Arnaud Arbessier ; VQ : François Godin) : Ours rapide
- Lindsay Crouse (VF : Marie Vincent [1] ; VQ : Hélène Mondoux) : Jane
- David Keith (VF : Bernard-Pierre Donnadieu ; VQ : Pierre Auger) : Boo-hoo Boone
- Rishi Bhat (VF : Donald Reignoux ; VQ : Nicolas Pensa) : Patrick
- Richard Jenkins (VF : Sylvain Lemarié ; VQ : Jean-Marie Moncelet) : Victor
- Steve Coogan (VF : Olivier Jankovic ; VQ : François Sasseville) : Tommy Atkins
- Vincent Kartheiser (VF : Christophe Lemoine ; VQ : Inti Chauveau) : Gillon
- Ryan Olson (VF : Tony Marot) : Adiel
- Nestor Serrano (VF : Bernard Alane ; VQ : Carl Béchard) : Le professeur
- Sakina Jaffrey (VQ : Viviane Pacal) : Lucy

Sources et légende: Version française (VF) sur AlloDoublage et Version québécoise (VQ) sur Doublage Québec

## Distinctions

### Nominations
- Saturn Awards
  - Meilleur film fantastique
  - Meilleur jeune acteur pour Hal Scardino
  - Meilleurs effets spéciaux pour Eric Brevig avec ILM
- Young Artist Awards
  - Meilleure famille dans un drame
  - Meilleur jeune acteur pour Hal Scardino
  - Meilleur jeune acteur dans un second rôle pour Rishi Bhat

## Référence musicale
- Quand Omri et Patrick regardent la télévision, on peut reconnaître le clip de la chanson Girls, Girls, Girls du groupe Mötley Crüe.